# Diptilon halterata
Diptilon halterata là một loài bướm đêm thuộc phân họ Arctiinae, họ Erebidae.